# Alpaida antonio
Alpaida antonio Levi, 1988 è un ragno appartenente alla famiglia Araneidae.

## Etimologia
Il nome della specie si riferisce alla località brasiliana di rinvenimento: Fazenda Santo Antonio, nello stato di Bahia

## Caratteristiche
L'olotipo femminile rinvenuto ha dimensioni: cefalotorace lungo 2,8mm, largo 2,1mm; il primo femore misura 2,7mm e la patella e la tibia circa 3,1mm.

## Distribuzione
La specie è stata rinvenuta nel Brasile orientale e nella Guyana: nella località brasiliana di Fazenda Santo Antonio, nel territorio del comune di Uruçuca, appartenente allo stato di Bahia, ed a Kartabo, nel distretto guyanense di Bartica.

## Tassonomia
Al 2014 non sono note sottospecie e dal 1988 non sono stati esaminati nuovi esemplari.